# Clermont-le-Fort
Clermont-le-Fort este o comună în departamentul Haute-Garonne din sudul Franței. În 2009 avea o populație de 524 de locuitori.

## Evoluția populației
| An        | 1975 | 1982 | 1990 | 1999 | 2006 | 2009 |
| --------- | ---- | ---- | ---- | ---- | ---- | ---- |
| Populație | 250  | 308  | 359  | 464  | 496  | 524  |

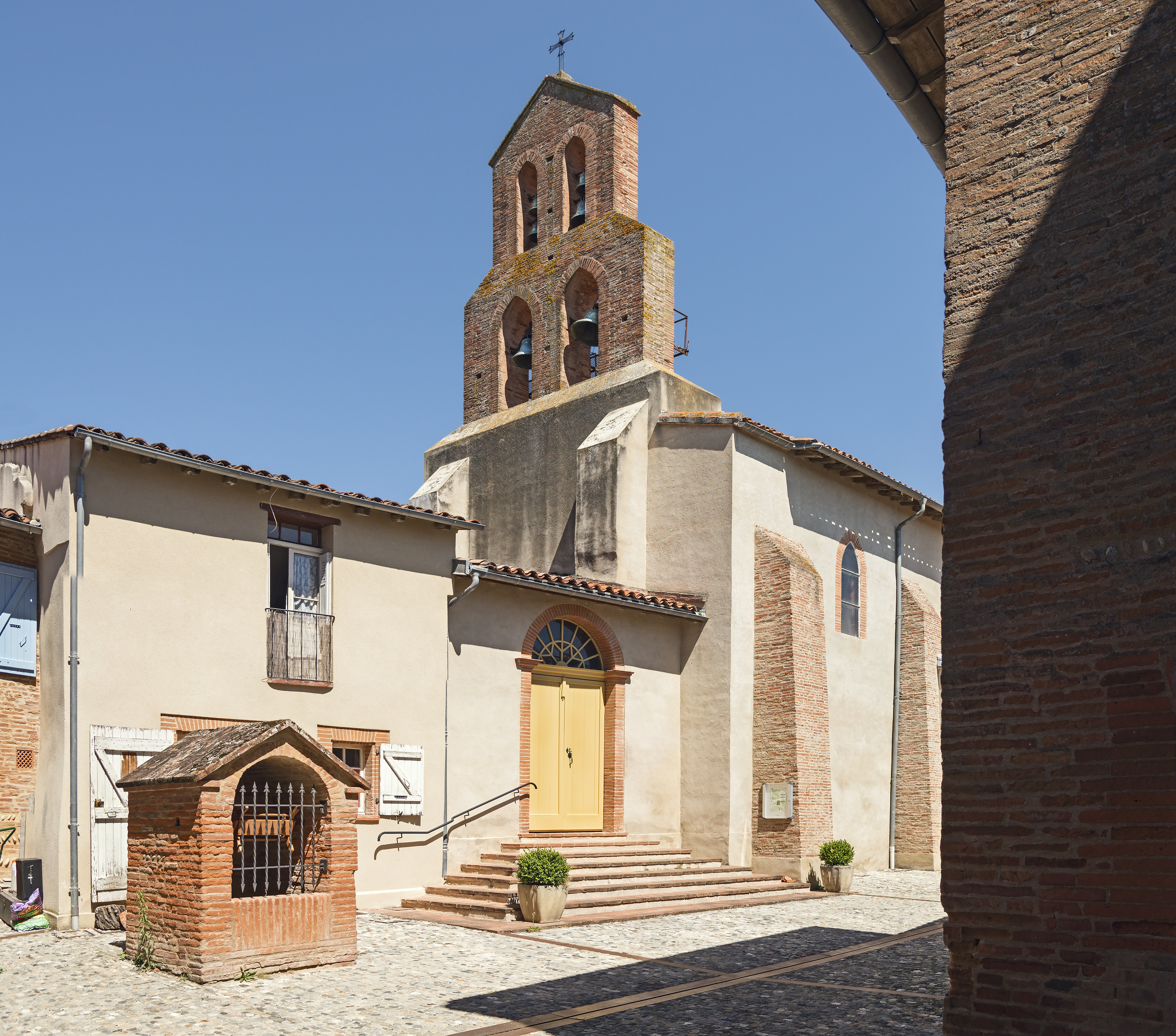
Biserica.
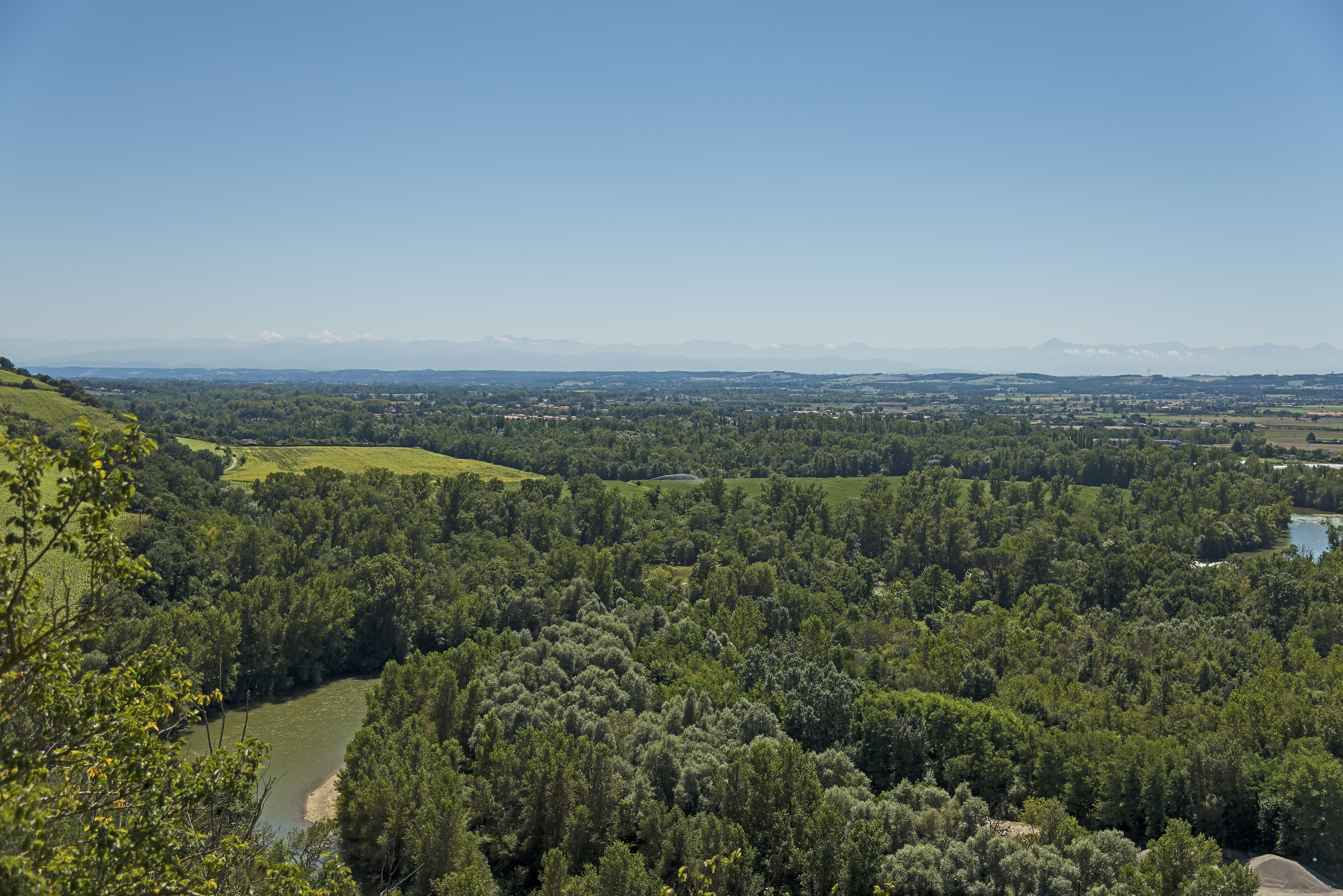
Panorama.